# Pašino brdo
Pašino brdo (en serbe cyrillique : Пашино брдо) est un quartier de Belgrade, la capitale de la Serbie. Il est principalement situé dans la municipalité urbaine de Voždovac, tandis que la partie septentrionale du quartier appartient à la municipalité de Vračar. Le quartier est également connu sous le nom de Lekino brdo (Лекино брдо), ainsi nommé en l'honneur de l'homme politique communiste Aleksandar Ranković (1909–1983), dont le surnom était Leka.
En serbe, Pašino brdo signifie « la colline du pacha ».

## Emplacement
Pašino brdo est situé sur une colline qui porte le même nom. Le quartier est situé à l'extrême nord de la municipalité de Voždovac et à l'extrême sud de la municipalité de Vračar. Il est entouré par les quartiers de Dušanovac au sud, Šumice à l'est et il s'étend jusqu'aux quartiers de Crveni krst au nord-est et de Čubura au nord-ouest.

## Caractéristiques
Au sud, la colline commence à partir de l'autoroute Belgrade-Niš, dans l'ancienne vallée du Mokroluški potok, et elle s'élève jusqu'au giratoire de la ligne de trolleybus 22, au sommet de la colline. Elle descend vers le nord en direction du Južni bulevar, le « Boulevard du sud », situé dans l'ancienne vallée du Čuburski potok.
Pašino brdo, autrefois situé dans les faubourgs de Belgrade, est aujourd'hui un secteur résidentiel. L'urbanisation du quartier a commencé, de manière planifiée, après les années 1920, avec un réseau de rues se coupant à angle droit. Pašino brdo dispose d'un petit parc qui se trouve au sommet de la colline et connu sous le nom de Češki park ; en avril 2008, une partie du parc est devenue un terrain de jeu pour les enfants.
Le quartier abrite deux églises : l'église de la Transfiguration et l'église de la Sainte-Trinité.

## Communications et transports
Les rues principales de Pašino brdo sont les rues Ustanička, Kruševačka, Gospodara Vučića, Maksima Gorkog et Trebinjska.